# Brigata di sala
La brigata di sala è l'insieme del personale di un ristorante addetto al servizio in sala. Si distingue dal personale addetto alla preparazione dei pasti, chiamato brigata di cucina.

## Il servizio
Il servizio di sala e la sua buona riuscita sono molto importanti per la piena soddisfazione del cliente: nessuno chef, per quanto bravo, può sopperire a un servizio irrispettoso e privo di ospitalità, cordialità e massima attenzione.

## Organizzazione gerarchica e ruoli
Una brigata di sala standard di un ristorante è composta da diverse figure professionali, strutturate in un'organizzazione gerarchica che prevede un capo responsabile e una serie di altre figure a lui subordinate. 
Le prime due figure qui sotto non fanno parte della brigata di sala vera e propria, ma coordinano l'organizzazione tra la brigata di sala e la brigata di cucina:
- Food and beverage manager (detto F&B): è l'operatore a cui è affidata, in strutture organizzative particolarmente complesse e con elevato livello di servizio, la responsabilità della conduzione e della pianificazione di tutti i servizi di ristorazione. Egli risponde dell'organizzazione dei servizi e formula standard di qualità, quantità e costo. È il capo diretto del maître d'hôtel ma non dello chef de cuisine, il quale dipende direttamente da un executive chef.
- Direttore: è colui che si occupa di tutto ciò che è parte organizzativa del ristorante: contabilità, materiale, alimenti, personale e sua formazione

- Maître d'hotel (o semplicemente maître): imposta e dirige il servizio, prende le ordinazioni e mantiene continuamente il rapporto con i clienti accertandosi che tutto stia procedendo per il meglio. Deve inoltre possedere una buona cultura generale e un'ottima padronanza delle lingue straniere. È a stretto contatto con il direttore, con il Food and beverage manager, con il sommelier - con il quale si consulta per l'abbinamento dei vini - e con lo chef con cui collabora anche per la compilazione dei menù.
- Maître de salle: nel caso di un ristorante la figura di maître d'hotel è più propriamente detta maître de salle; tuttavia il maître de salle lo si trova anche in albergo e lì dirige la sala ristorante nel caso in quella struttura non ci sia il maître d'hotel o nel caso in cui la sala sia molto grande.
- Maître de rang: affianca lo chef de rang che si occupa di una sezione della sala ristorante (chiamata rango) molto importante; è tuttavia una figura molto rara, per il fatto che i ranghi importanti non sono poi molti.
- Chef de rang: è il responsabile di una sezione della sala, chiamata rango. Mantiene i rapporti con i propri clienti, prende gli ordini e nello svolgere le sue mansioni si serve dell'aiuto di uno o più commis de rang, di uno o più commis débarasseur ed eventualmente di un demi-chef de rang. Si occupa del procedere con le portate, della sostituzione del materiale della propria panadora, ovvero dell'allestimento del proprio spazio lavorativo: tovagliato sporco, sostituzione posateria, ménage, ecc. In mancanza del maître può anch'egli preparare dei piatti con la tecnica del flambé.
- Demi-chef de rang: letteralmente è un mezzo chef de rang. È presente solo se il rango è molto grande (ovvero molti tavoli da servire) e non c'è il maître de rang; in questo caso dà una mano allo chef de rang ed è il suo vice. A volte lo si può trovare come responsabile di rango, come un vero e proprio chef de rang, ma solo se il rango è decisamente piccolo e poco importante. In entrambi i casi, è una figura rara e quasi scomparsa.
- Commis de rang: è l'aiuto cameriere che lavora sotto la guida del suo diretto superiore, lo chef de rang: si occupa di portare i piatti dalla cucina alla sala e viceversa, quindi sbarazza la tavola facendo sì che la stessa sia sempre il più possibile in ordine e che mai sia sprovvista di tutto ciò che è necessario per proseguire il pasto. Ha inoltre il compito di tenere sempre pulite e in ordine le attrezzature di lavoro. Può essere coadiuvato dal commis débarasseur.
- Commis débarasseur: è colui che si occupa esclusivamente di portare i piatti dalla cucina al tavolo di servizio e viceversa. Questa figura è ormai quasi del tutto scomparsa, in quanto è praticamente "inglobata" nel commis de rang.
- Sommelier: è colui che si occupa di prendere l'ordine delle bevande, aiutando il cliente - ove richiesto - nei corretti abbinamenti con i cibi ordinati. Cura l'acquisto dei vini, segue la cantina e realizza la cosiddetta carta.
- Hostess/steward: si occupa dell'accoglienza dei clienti, li accompagna al tavolo e li coadiuva nella sistemazione. Partecipa alla gestione delle prenotazioni e collabora al lavoro di segreteria dando assistenza telefonica.

Il personale addetto è direttamente proporzionale alla grandezza o all'importanza del ristorante. All'interno della medesima struttura infatti, trovandosi in presenza di più ranghi, ci si trova di fronte a più addetti con la medesima qualifica.